# 711

## Esdeveniments
Països Catalans
- Àkhila II assoleix el govern de la Narbonesa, gran part de la Tarraconense i la Cartaginense costanera.
- Inici de la dominació musulmana de Catalunya amb poca presència per sobre del riu Llobregat.

Resta del Món
- 27 d'abril, Gibraltar: Tàriq ibn Ziyad i Musa ibn Nusayr hi desembarquen amb un exèrcit amazic i hi comencen la invasió musulmana d'Hispània.
- 19 de juliol, riu Guadalete, sud d'Hispània: Comença la batalla de Guadalete, que durarà fins al dia 26, en què les tropes del cabdill moro Tàriq ibn Ziyad derroten les del rei visigot Roderic.

## Naixements
- 21 de febrer - Chang'an (Xina): Emperador Suzong de Tang (711-762).[1]

## Necrològiques
- Sulayman al-Muriyani, secretari del califa Al-Mansur (abbàssida).